# Parti russe (Grèce)
Pour les articles homonymes, voir Parti russe.
Le Parti russe (en grec moderne : Ρωσικό Κóμμα), ou parti napiste (Ναπαίοι) était un des trois premiers partis politiques créés en Grèce juste après la guerre d'indépendance, au début du règne du roi Othon. Les deux autres étaient le parti français et le parti anglais. Ces partis existèrent jusqu'à la guerre de Crimée.
Le parti russe était considéré comme le parti le plus conservateur en particulier parce qu'il défendait les intérêts de l'Église orthodoxe.

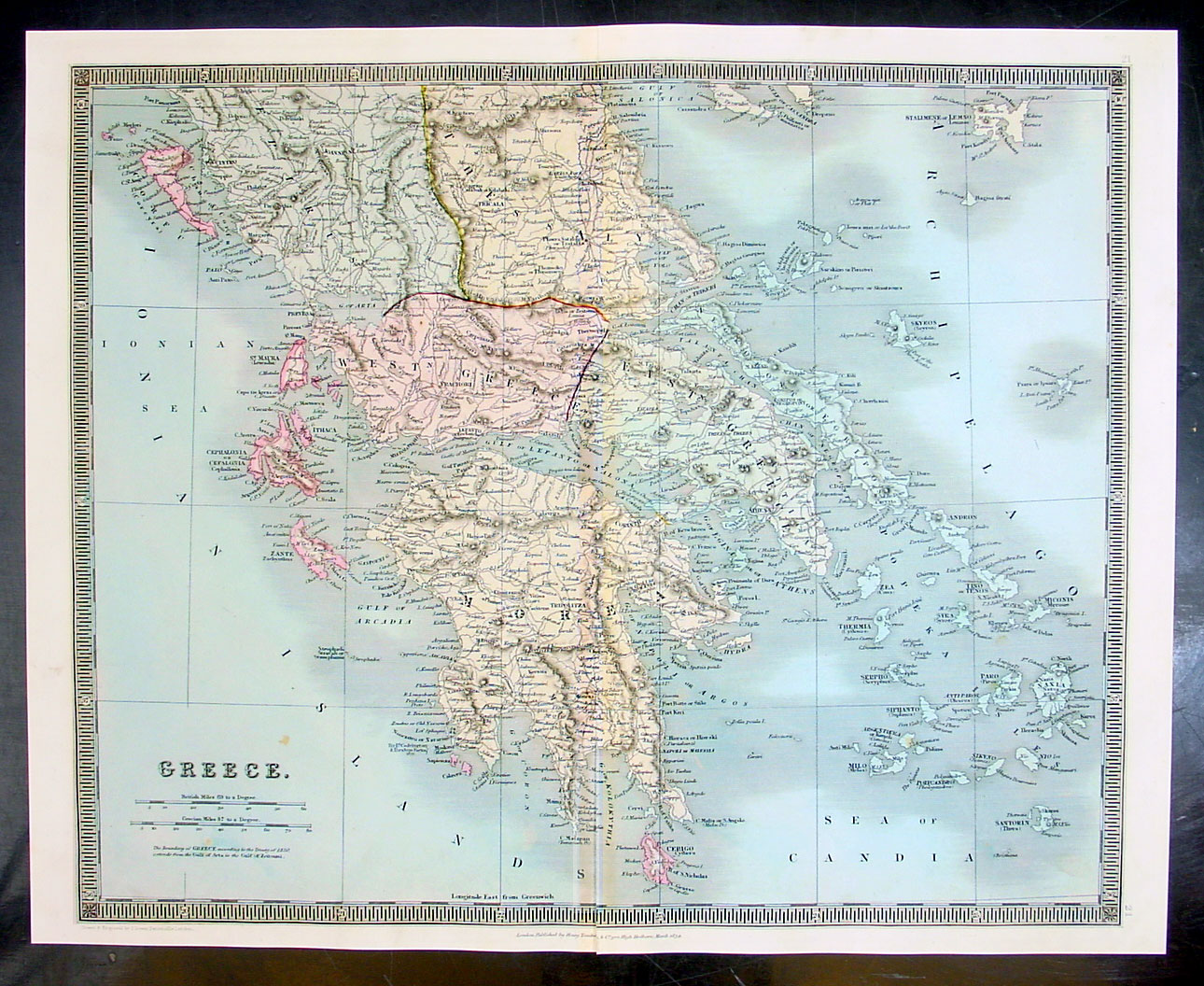
La Grèce de l'indépendance à la guerre de Crimée

## Création

### Contexte
Les noms de ces partis venaient des sympathies plus ou moins avouées de leurs membres pour l'une des trois « Puissances protectrices » : Russie, France et Angleterre. Chaque parti comptait sur l'aide de sa puissance préférée pour libérer les provinces considérées comme grecques et encore dominée par l'Empire ottoman.
La victoire finale dans la guerre avait été obtenue grâce au soutien des grandes puissances, France, Royaume-Uni et Russie, (qui devinrent ensuite « Puissances Protectrices » du jeune royaume grec) avec, entre autres, la bataille de Navarin et l'expédition française en Morée. Les Grecs ne furent cependant pas en mesure d'obtenir tout ce qu'ils voulaient lors des négociations qui suivirent la fin du conflit. Afin de ménager encore l'Empire ottoman, la Conférence de Londres de 1830 fixa les frontières du nouvel État. La Grèce devait se contenter du Péloponnèse, d'une partie de la Roumélie (la frontière allait d'Arta à l'ouest à Volos à l'est) et de quelques îles proches du continent comme Égine ou Hydra et une partie des Cyclades. 700 000 des trois millions de ceux considérés comme Grecs se retrouvaient dans le nouvel État alors que Constantinople à elle seule regroupait 200 000 Grecs. Les grands centres culturels, religieux et économiques étaient tous hors du royaume qui ne comptait aucune grande ville : les trois premières capitales (Égine, Nauplie et même Athènes) ne dépassaient pas les 5 000 habitants. La déception des patriotes grecs fut très grande. Il cherchèrent à agrandir le territoire national.

### Origine du parti russe

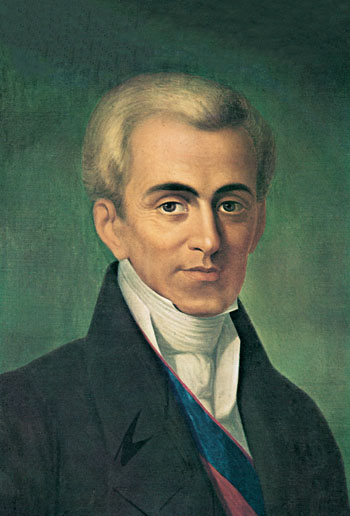
Ioannis Kapodistrias

Le parti russe était un des partis les plus solidement implantés en Grèce. Il s'appuyait sur le lien religieux entre les deux pays : l'Orthodoxie. De plus, les ambitions balkaniques russes lui avaient fait historiquement soutenir la cause grecque. Catherine II ne désirait pas seulement étendre l'influence russe plus au sud mais également trouver un débouché sur une mer libre (qui ne gèlerait pas l'hiver comme les autres mers russes). Elle souhaitait remplacer l'Empire ottoman par un « Empire des Balkans », protégé par la Russie, voire gouverné par un Russe. Un de ses petits-fils avait été prénommé Constantin, en hommage au dernier empereur byzantin Constantin XI Paléologue dont il aurait pu prendre la suite. Catherine, afin d'atteindre ce but, développa toute une propagande dans les Balkans et en Grèce, affirmant par exemple les « droits historiques » de l'hellénisme à diriger la région. Ses envoyés prirent aussi de nombreux contacts avec les notables, les ecclésiastiques et les chefs des klephtes en Grèce.
La guerre russo-turque de 1769-1774 s’était terminée par une victoire russe, malgré le débarquement manqué dans le Péloponnèse (campagne d'Orloff). Le traité de Küchük-Kaïnardji de 1774 avait fait du Tsar de Russie le Protecteur des Orthodoxes (et donc des Grecs) dans l'Empire ottoman. De plus, les Grecs avaient obtenu le droit de faire librement du commerce sous pavillon russe. Ce traité fit que, sous pavillon russe, la flotte grecque devint en trente ans la première flotte commerciale de Méditerranée, d'Odessa à Barcelone. Les îles d'armateurs, Hydra en tête, firent fortune.
La Russie avait enfin joué un rôle non négligeable dans la libération du pays. La guerre russo-turque de 1828-1829 avait, avec le Traité d'Andrinople, permis l'indépendance.

## Membres et journaux

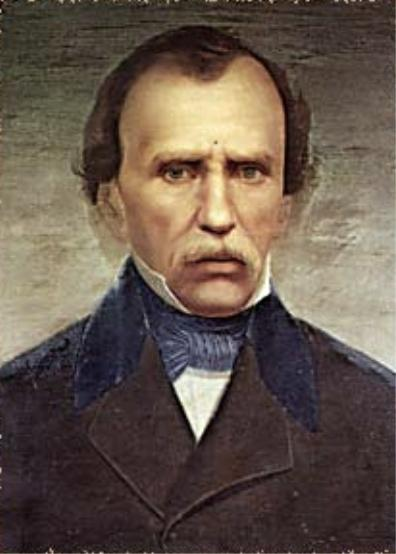
Andréas Metaxás

Ioánnis Kapodístrias, qui fit une carrière diplomatique au service du tsar Alexandre Ier de Russie est parfois considéré comme le premier chef du parti russe. Les chefs du mouvement furent ensuite Theódoros Kolokotrónis et Andréas Metaxás. Ils pouvaient s'appuyer sur le journal Aion (Le Siècle). Parmi les personnalités du mouvement, on trouvait Gennaíos Kolokotrónis, le fils de Theódoros Kolokotrónis, Dimítrios Plapoútas, Kítsos Tzavélas, Konstantínos Kanáris, Nikítas Stamatelópoulos, Aléxandros Koumoundoúros et Konstantínos Oikonómos.

## Rôle dans la vie politique
Juste après l'arrivée du roi Othon, la régence bavaroise montra sa préférence pour les partis français et anglais au parti russe. Celui-ci et l'empire tsariste, son protecteur, interprétèrent la déclaration d'autocéphalie de l'Église grecque comme une attaque contre l'orthodoxie (et la Russie) par les Bavarois catholiques.
En 1833, Theódoros Kolokotrónis, son fils Gennaíos Kolokotrónis, Kítsos Tzavélas et Dimítrios Plapoútas furent accusés de comploter contre le régent Armansperg. Ils furent emprisonnés et jugés à Nauplie, alors capitale du royaume. Leur condamnation à mort fut commuée en vingt de réclusion. Ils furent graciés à la majorité d'Othon, le 20 mai (julien)/1er juin (grégorien) 1835.
Le parti russe fut donc tenu éloigné des postes politiques jusqu'en 1837. Ensuite, comme Gennaíos Kolokotrónis était devenu aide de camp du roi Othon, il utilisa sa position pour faire avancer les intérêts de son parti. La période 1838-1839 fut alors dominée par le parti russe.
Le parti russe joua un rôle important dans le coup d'État du 3 septembre 1843.